# Radu Țîrle
Radu Țîrle (* 17. Mai 1967 in Criștioru de Jos, Rumänien) ist ein rumänischer Politiker und ehemaliges Mitglied des Europäischen Parlaments für die Partidul Democrat.

## Leben
Țîrle wurde in dem Dorf Criștioru de Jos im Kreis Bihor geboren und besuchte bis 1985 das Gymnasium „Liceul Industrial Nr. 2“ in der nahe gelegenen Kleinstadt Ștei. 1994 erlangte er das Lizenziat in pastoraler und didaktischer Theologie am Institutul Teologic Penticostal (ITP) in Bukarest. 1996 folgte ein Masterabschluss an der School of Theology in Cleveland, Tennessee. 1998 promovierte er zum Doctor of Ministry am Ashland Theological Seminary der Ashland University mit der Schrift „Pastoral counseling: a training program for clinical pastoral ministry“. Seitdem lehrt er, mit Unterbrechungen durch seine politische Karriere, als Dozent am ITP Bukarest.
Von 17. Februar 2004 bis zu seinem Rücktritt am 25. Juni 2008 war Țîrle Mitglied des rumänischen Senats. Er war im Wahlkreis 5 (Bihor) auf der Liste der Partei Partidul Național Liberal (PNL) angetreten.
Im Zuge der Aufnahme Rumäniens in die Europäische Union saß Țîrle zunächst ab September 2005 als Beobachter im Europäischen Parlament. Vom 1. Januar bis zum 9. Dezember 2007 gehörte er für die Partidul Democrat als Mitglied dem EU-Parlament an und war dort Teil der Fraktion der Europäischen Volkspartei (Christdemokraten) und Europäischer Demokraten.
Von 2008 bis 2012 hatte Țîrle die Position des Vorsitzenden des Kreisrats (Consiliu Județean) von Bihor inne. Nach seinem Eintritt in die Partidul Democrat Liberal am 1. Mai 2012 musste er dieses Amt niederlegen, da er von der PNL dafür legitimiert worden war.
Țîrle ist verheiratet und hat zwei Töchter und einen Sohn. Seine Ehefrau arbeitete von 2008 bis 2012 als Sekretärin in seinem Büro, während er Kreisratsvorsitzender war. Da Țîrle ihren Arbeitsvertrag selbst unterschrieben hatte, stellte die Nationale Integritätsagentur 2013 bei ihm einen administrativen Interessenkonflikt und Verstoß gegen das Gesetz 393/2004 über den Status von Kommunalpolitikern fest, woraus eine dreijährige Sperre für das Ausüben öffentlicher Ämter resultierte.

## Posten als MdEP
- Mitglied im Ausschuss für Industrie, Forschung und Energie
- Mitglied im Petitionsausschuss
- Mitglied in der Delegation für die Beziehungen zu den Vereinigten Staaten
- Stellvertreter im Ausschuss für Umweltfragen, Volksgesundheit und Lebensmittelsicherheit
- Stellvertreter in der Delegation für die Beziehungen zu Japan